# Amblin Partners
Amblin Partners, LLC., es una compañía de entretenimiento estadounidense que es la sucesora de la contraparte de acción en vivo de DreamWorks y una compañía de producción, dirigida por Steven Spielberg, que desarrolla y produce películas bajo los estandartes de Amblin Entertainment y DreamWorks Pictures, así como series de televisión a través de Amblin Television. Los socios de inversión de la compañía incluyen Reliance Entertainment de Reliance Group,  Lionsgate Studios, Alibaba Group con Alibaba Pictures y Universal Pictures de Comcast.  Las películas producidas por Amblin Partners son distribuidas principalmente por Universal en América del Norte y territorios internacionales selectos y por distribuidores externos a través de Mister Smith Entertainment en Europa, Medio Oriente y África.

## Historia
Amblin Partners LLC. fue fundada por Steven Spielberg, Jeff Skoll de Participant Media, Anil Ambani de Reliance Anil Dhirubhai Ambani Group y Darren Throop de Entertainment One el 16 de diciembre de 2015. La empresa se centrará principalmente en la producción y distribución de películas y televisión utilizando DreamWorks Pictures , Amblin Entertainment y Participant Media. Para películas, utiliza la etiqueta original de DreamWorks para contenido para adultos, la etiqueta Amblin para contenido apto para familias y la etiqueta Participant para contenido para adultos, contenido de justicia social, aunque este último sigue siendo una empresa separada.
El mismo día de la formación de la empresa, Amblin Partners, LLC. anunció que firmó un acuerdo de distribución de cinco años con Universal Pictures por el cual las películas serían distribuidas y comercializadas por el sello principal de Universal o su sello especializado, Focus Features.  The Girl on the Train fue la primera película estrenada bajo el acuerdo. Mister Smith Entertainment, que comenzó su acuerdo de distribución internacional con DreamWorks en 2012, continúa manejando las ventas de distribución de Amblin Partners, LLC. en Europa, Oriente Medio y África.
El 9 de octubre de 2016, Amblin Partners, LLC. llegó a un acuerdo con Alibaba Pictures de China, en el que Alibaba adquirió una participación accionaria minoritaria en la empresa y se encargará del marketing, el soporte de distribución y la comercialización de Amblin Partners, LLC. películas en China además de cofinanciar películas de Amblin y DreamWorks en todo el mundo. El 15 de febrero de 2017, Universal de Comcast adquirió una participación minoritaria en Amblin Partners, fortaleciendo la relación entre Universal y Amblin.
En diciembre de 2017, Amblin Partners, LLC. firmó un contrato de publicación de música con BMG Rights Management, cubriendo la música de sus películas y series de televisión.
El 22 de agosto de 2019, Hasbro anunció que adquiriría Entertainment One por al menos $ 4 mil millones. La adquisición se completó el 30 de diciembre de 2019, lo que resultó en que la compañía de juguetes heredara la participación de eOne en Amblin Entertainment y DreamWorks Pictures.  El 5 de mayo de 2020, Amblin renovó su contrato con Nordisk Film. En noviembre de 2020, Amblin Partners, LLC. renovó su acuerdo de distribución con Universal, que sigue siendo accionista. Sin embargo, ese mismo mes, Participant canceló su participación accionaria en Amblin Partners, poniendo fin a su relación con la empresa.
En junio de 2021, Amblin Partners firmó un contrato de varios años para producir "múltiples largometrajes nuevos por año" para Netflix.

## Películas

### Realizadas
| Título                              | Fecha de lanzamiento     | Estudio                                    | Otras compañías de producción                                                                        | Distribuidor                             |
| ----------------------------------- | ------------------------ | ------------------------------------------ | --- | ---------------------------------------- |
| The BFG                             | 1 de julio de 2016       | Amblin Entertainment                       | Walt Disney Pictures, Walden Media y Reliance Entertainment                                          | Walt Disney Studios Motion Pictures      |
| The Light Between Oceans            | 2 de septiembre de 2016  | DreamWorks Pictures                        | Touchstone Pictures, Reliance Entertainment, Participant Media y Heyday Films                        | Walt Disney Studios Motion Pictures      |
| The Girl on the Train               | 7 de octubre de 2016     | DreamWorks Pictures                        | Reliance Entertainment y Marc Platt Productions                                                      | Universal Pictures                       |
| Office Christmas Party              | 9 de diciembre de 2016   | DreamWorks Pictures                        | Entertainment 360 y Bluegrass Films                                                                  | Paramount Pictures                       |
| A Dog's Purpose                     | 27 de enero de 2017      | Amblin Entertainment                       | Walden Media y Pariah Entertainment Group                                                            | Universal Pictures                       |
| Ghost in the Shell                  | 31 de marzo de 2017      | DreamWorks Pictures                        | Grosvenor Park Productions, Seaside Entertainment y Arad Productions                                 | Paramount Pictures                       |
| Thank You for Your Service          | 27 de octubre de 2017    | DreamWorks Pictures                        | Reliance Entertainment y Rahway Road Productions                                                     | Universal Pictures                       |
| Wonder                              | 17 de noviembre de 2017  | Participant Media                          | Mandeville Films, Walden Media, TIK Films                                                            | Lionsgate                                |
| The Post                            | 22 de diciembre de 2017  | Amblin Entertainment y DreamWorks Pictures | Reliance Entertainment, Pascal Picture y Star Thrower Entertainment                                  | 20th Century Fox                         |
| 7 Days in Entebbe                   | 16 de marzo de 2018      | Participant Media                          | Working Title Films                                                                                  | Focus Features                           |
| Ready Player One                    | 30 de marzo de 2018      | Amblin Entertainment                       | Village Roadshow Pictures,De Line Pictures y Farah Films & Management                                | Warner Bros. Pictures                    |
| The House with a Clock in Its Walls | 21 de septiembre de 2018 | Amblin Entertainment                       | Reliance Entertainment y Mythology Entertainment                                                     | Universal Pictures                       |
| First Man                           | 12 de octubre de 2018    | DreamWorks Pictures                        | Temple Hill Entertainment, Phantasma Films, y Perfect World Pictures                                 | Universal Pictures                       |
| Green Book                          | 16 de noviembre de 2018  | DreamWorks Pictures                        | Participant Media, Innisfree Pictures y Cinetic Media                                                | Universal Pictures                       |
| Welcome to Marwen                   | 21 de diciembre de 2018  | DreamWorks Pictures                        | ImageMovers y Perfect World Pictures                                                                 | Universal Pictures                       |
| On the Basis of Sex                 | 25 de diciembre de 2018  | Participant Media                          | Robert Cort Productions                                                                              | Focus Features                           |
| Captive State                       | 15 de marzo de 2019      | Participant Media                          | N/A                                                                                                  | Focus Features                           |
| A Dog's Journey                     | 17 de mayo de 2019       | Amblin Entertainment                       | Walden Media y Pariah Entertainment Group                                                            | Universal Pictures                       |
| Dark Waters                         | 22 de noviembre de 2019  | Participant Media                          | Killer Films                                                                                         | Focus Features                           |
| 1917                                | 25 de diciembre de 2019  | DreamWorks Pictures                        | New Republic Pictures, Neal Street Productions y Mogambo                                             | Universal Pictures                       |
| The Turning                         | 24 de enero de 2020      | DreamWorks Pictures                        | Vertigo Entertainment                                                                                | Universal Pictures                       |
| The Trial of the Chicago 7          | 25 de septiembre de 2020 | DreamWorks Pictures                        | Cross Creek Pictures, Paramount Pictures y Marc Platt Productions                                    | Netflix                                  |
| Come Play                           | 30 de octubre de 2020    | Amblin Partners                            | The Picture Company y Reliance Entertainment                                                         | Focus Features                           |
| Stillwater                          | 30 de julio de 2021      | DreamWorks Pictures                        | Participant Media, Slow Pony, Anonymous Content, 3dot Productions, Supernatural Pictures             | Focus Features                           |
| Finch                               | 5 de noviembre de 2021   | Amblin Entertainment                       | ImageMovers, Misher Films y Walden Media                                                             | Apple TV+                                |
| West Side Story                     | 10 de diciembre de 2021  | Amblin Entertainment                       | TSG Entertainment                                                                                    | 20th Century Studios                     |
| Easter Sunday                       | 5 de agosto de 2022      | DreamWorks Pictures                        | Rideback                                                                                             | Universal Pictures                       |
| The Good House                      | 30 de septiembre de 2022 | Participant y DreamWorks Pictures          | Roadside Attractions, Faliro House, Reliance Entertainment y FilmNation Entertainment                | Lionsgate                                |
| Los Fabelman                        | 11 de noviembre de 2022  | Amblin Entertainment                       | Reliance Entertainment                                                                               | Universal Pictures                       |
| Last Voyage of the Demeter          | 11 de agosto de 2023     | DreamWorks Pictures                        | Reliance Entertainment, Storyworks Productions, Studio Babelsberg, Phoenix Pictures y Wise Owl Media | Universal Pictures                       |
| Maestro                             | 22 de noviembre de 2023  | Amblin Entertainment                       | Sikelia Productions, Fred Berner Films y Joint Effort                                                | Netflix                                  |
| El color púrpura                    | 25 de diciembre de 2023  | Amblin Entertainment                       | OW Films, SGS Pictures, Quincy Jones Productions y Domain Entertainment                              | Warner Bros. Pictures                    |
| Twisters                            | 19 de julio de 2024      | Amblin Entertainment                       | The Kennedy/Marshall Company                                                                         | Universal Pictures Warner Bros. Pictures |
| Equipaje de mano                    | 13 de diciembre de 2024  | DreamWorks Pictures                        | Dylan Clark Productions                                                                              | Netflix                                  |
| Cómo entrenar a tu dragón           | 13 de junio de 2025      | DreamWorks Pictures                        | DreamWorks Animation Marc Platt Productions                                                          | Universal Pictures                       |

### Futuros proyectos
| Título                          | Fecha de lanzamiento     | Estudio              | Otras compañías de producción                 | Distribuidor       |
| ------------------------------- | ------------------------ | -------------------- | --------------------------------------------- | ------------------ |
| Jurassic World: Rebirth         | 2 de julio de 2025       | Amblin Entertainment | The Kennedy/Marshall Company                  | Universal Pictures |
| The Thursday Murder Club        | 28 de agosto de 2025     | Amblin Entertainment | Jennifer Todd Pictures Maiden Voyage Pictures | Netflix            |
| Película biopic de los Bee Gees | 2025                     | Amblin Entertainment | Scott Free Productions GK Films Sister Films  | Paramount Pictures |
| Larga distancia                 | 26 de septiembre de 2025 | DreamWorks Pictures  | Automatik                                     | Universal Pictures |
| Cómo entrenar a tu dragón 2     | 11 de junio de 2027      | DreamWorks Pictures  | DreamWorks Animation Marc Platt Productions   | Universal Pictures |

### En producción
| Título                          | Estudio              | Otras compañías de producción | Distribuidor          |
| ------------------------------- | -------------------- | ----------------------------- | --------------------- |
| Blackhawk                       | Amblin Entertainment | DC Films                      | Warner Bros. Pictures |
| Cheshire Crossing               | TBA                  | Michael De Luca Productions   | TBA                   |
| El secuestro de Edgardo Mortara | DreamWorks Pictures  | The Spielberg/Krieger Company | Universal Pictures    |